# Leo Lama
Leonardo Martins de Barros (São Paulo, 21 de setembro de 1964), conhecido pelo nome artístico de Leo Lama, é um   dramaturgo, poeta, diretor, escritor, roteirista e músico brasileiro.

## Biografia
Leonardo nasceu em São Paulo, filho primogênito do casamento entre o dramaturgo Plínio Marcos e a atriz Walderez de Barros. Leonardo é pai de dois filhos, Guilherme Tramonte e de Catherine Barros.
Em 1989, aos 23 anos, estreou como autor teatral com a peça “Dores de Amores”, que foi vista por mais de 4 milhões de espectadores e lhe garantiu dois prêmios da área: Mambembe e Molière. O espetáculo teve adaptação para cinema em 2012, com Milhem Cortaz e Fabiula Nascimento, e foi apresentado no Festival do Rio e na 36ª Mostra Internacional de Cinema de São Paulo.
Atuou como diretor em A mancha Roxa, de seu pai Plínio Marcos (1989);  e foi autor e ator em Perdidos na Praia com direção de Fauzi Arapi (1994); autor e ator em Bang - Bang - Quando os revólveres não matam ao lado de sua mãe, a atriz Walderez de Barros (1995). 
Em 1996, fundou o Centro de Criatividade Teatro Real que, entre inúmeras atividades culturais, mantinha um grupo de estudos sobre Tradições Orientais e Religiosas. 
Em 1997 escreveu Videoclip Blues encenada pela primeira vez por Deborah Secco e Marcelo Faustini no Rio de Janeiro.  Em 1998 montou Videoclip Blues com atores de seu grupo no Teatro Popular do SESI e nas escolas de São Paulo, onde deu várias palestras para jovens sobre drogas, sexualidade e vocação. Lançou o livro romanceado da peça pela editora findomundo. 
Em 1999 estiveram em cartaz no TBC suas peças, Baudelaire - o pai do rock e O Amor de Madalena por Jesus. No mesmo ano foi convidado pelo publicitário Celso Loducca a instigar sua equipe de criação na Loducca, onde fazia a coluna diária “O Palácio das Mentiras”, enviada apenas para os funcionários, e se tornou uma espécie de ombudsman da agência. Ali, deu aula de filosofia e religião para os funcionários. 
Em 2000, Leo realizou os musicais: Prisioneiro de uma Canção (com músicas suas e letras de seu pai) e O Beijo da Última Hora. Dirigiu o recital de poemas Fideli d`Amore  com Paulo Autran, Luiz Melo e Lú Grimaldi na inauguração da agência Loducca de Curitiba.
Em 2001 esteve em cartaz a sua peça Vampira, no DJ Club. Em 2002, dirigiu e roteirizou o programa Domínio Público de Otaviano Costa na Record e criou e dirigiu o programa Jogos de Família, também na Record. 
Em setembro de 2002 encenou e dirigiu Dores de Amores 2 e 3 no Teatro Augusta. 
Em 2003, estrearam suas peças A Lenda dos Jovens Detentos (melhor autor-prêmio PANAMCO) no Centro Cultural São Paulo e O Perdido Coração de Cristo, com Alexandre Bacci, no Itaú Cultural. Em 2004 sua peça Perdidas esteve em cartaz no N. E. X. T. com Suzana Alves, Rachel Rippani e Magali Biff. 
Em 2007, estiveram em cartaz suas peças: O Dyabo em cada Amor no Teatrix, O Cópia, no Teatro Bibi Ferreira, Adeus aos Casais no Espaço Cobras e Lagartos, Coração Abandonado e o Buddha (versão do casal), no Templo Zulai e no Templo Zen da Monja Coen. Começa a desenvolver a técnica do Ator em Repouso.
Em 2008, realiza o documentário O Nome do Cuidado, com seu médico, Dr. Paulo Rosenbaum, publicado em forma de Livro-DVD pela editora Ateliê. Em 2009, Dores de Amores completou 20 anos e foi remontada com direção de Naum Alves de Souza. Em 2010 estreou e  dirigiu a peça de sua autoria O Primeiro Dia Depois de Tudo, no Teatro Imprensa, contemplada com o PROC-Circulação e encenada em mais de 20 cidades do Brasil. 
Em dezembro de 2011, estrearam suas peças Um Espetáculo Sem Patrocínio e O Grande Espírito da Intimidade. Com roteiro do próprio autor, a peça Dores de Amores foi adaptada para o cinema sob a direção de Raphael Vieira, tendo como protagonistas Milhem Cortaz e Fabíula Nascimento, estreou na Mostra de Cinema de São Paulo em 2013. Também em 2013, Lama apresenta o show de voz e violão com Fernanda de Paula e Léo Nascimento, Canções de Lama e Amor em espaços inusitados da capital paulista. 
Em 2014, Leo Lama foi indicado ao prêmio de melhor diretor pela Companhia Paulista de Teatro pela direção de Quando as Máquinas Param, peça de Plínio Marcos. Em 2015 esteve em cartaz no Teatro Viradalata, Vendidas, sua peça com direção de Bia Szvat.  
Em 2017, estreia sua peça Madalena Bêbada de Blues, com Dani Neffussi, Silvia Pogetti e Ana Tardivo no Teatro Sérgio Cardoso. Um anti-espetáculo, representado com a postura de palco “Atuante em Repouso”, criada por ele. 
Em 2018, escreveu o espetáculo Pança, contemplado no Edital de Espetáculos de Artes Cênicas e Música 2018 da FUNARTE.
Em 2019 faz algumas apresentações de sua peça Crânio Partido por Mente Diabólica, no TUSP. Sua peça Cleópatra e o Veneno de Antônio, com Adriana Lessa e Dionísio Neto, também com estreia prevista para 2020, foi interrompida devido à pandemia do Covid-19.
Em 2021, publicou a peça "Jerusalém de nós", pela editora É Realizações, indicado como Semifinalista do Prêmio Oceanos. Foi estrelada em 2023 pelas atrizes Victória Camargo  e Elis Braz.
Em 2023, dirigiu Escrevendo Romeu e Julieta, adaptando para teatro de Marionetes o texto clássico de William Shakespeare, no Teatro B32, em São Paulo. 
Sua obra privilegia a busca do amor e as relações amorosas, a importância dos ritos, do diálogo e do caminho espiritual.

## Obras
- Escrevendo Romeu e Julieta, 2023
- Jerusalém de nós, 2021
- Pança, 2018
- Madalena bêbada de blues, 2017[5]
- Vendidas, 2015
- Um espetáculo sem patrocínio, 2011
- O grande espírito da intimidade, 2011
- O primeiro dia depois de tudo, 2010
- O nome do cuidado, 2008
- O dyabo em cada amor, 2007
- Adeus aos casais, 2007
- Coração abandonado e o Buddha, 2007
- A lenda dos jovens detentos, 2003
- O perdido coração de Cristo, 2003
- Vampira, 2001
- Baudelaire, o pai do rock, 1999
- O amor de Madalena por Jesus, 1999.
- Videoclip blues, 1997
- Perdidos na praia, 1994
- Bang-bang, quando os revólveres não matam, 1994
- Dores de Amores, 1989

## Prêmios e Homenagens
- 2014 - Prêmio de Melhor Diretor pela Companhia Paulista de Teatro[6]
- 1989 - Prêmio Mambembe com a peça Dores e Amores[7]